# يوهان أوتو فون شبريكلسن
يوهان أوتو فون شبريكيلسن (بالدنماركية: Johann Otto von Spreckelsen)‏ (فيبورغ، 4 مايو 1929 - هورشولم (16 مارس 1987) معماري دنماركي. قام بتصميم كنائس عديدة في الدنمارك. ويعتبر أشهر أعماله قوس لاديفونس في باريس.

## معرض الصور

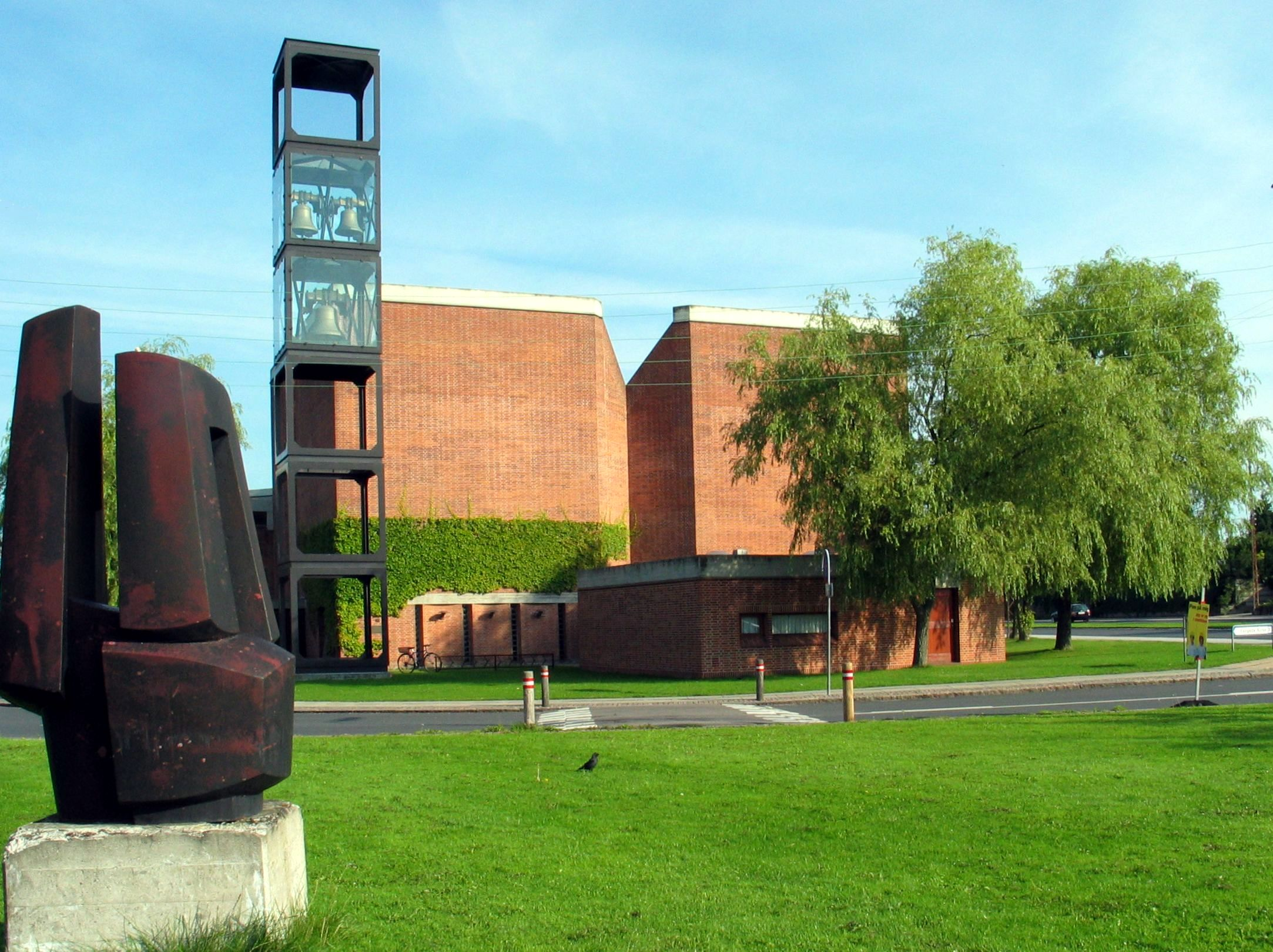
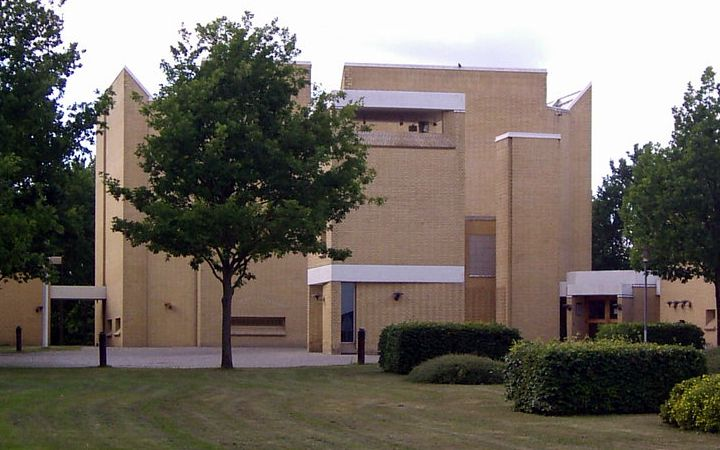
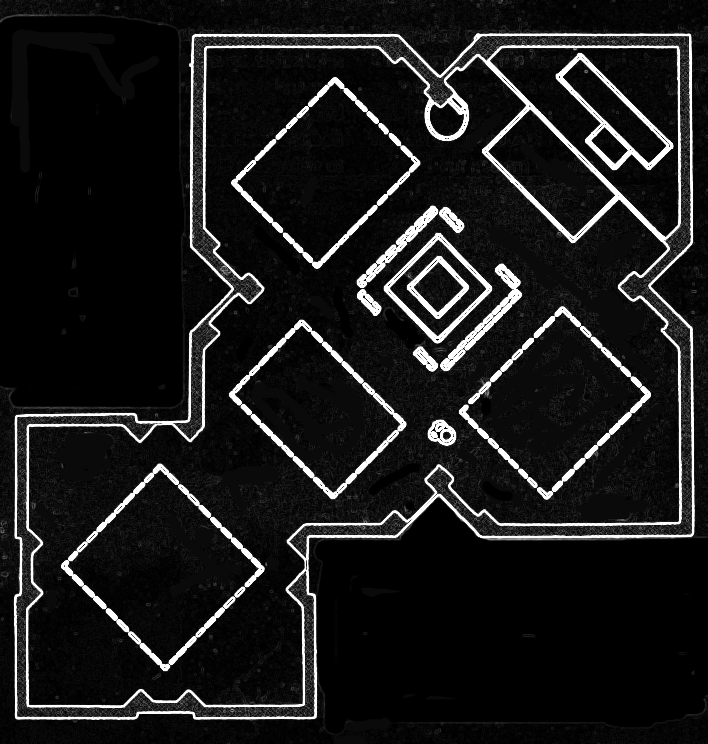